# Harrison, Illinois
Harrison är en ort i Jackson County i delstaten Illinois, USA.